# Vistica
Vistica (macedónul: Виштица, albánul Vishtica) település Észak-Macedóniában, a Északkeleti körzetben, Lipkovo községben.

## Népesség
| Lakosok száma | 553  | 613  | 603  | 732  | 885  |      | 942  | 991  | 810  |
|               | 1948 | 1953 | 1961 | 1971 | 1981 | 1991 | 1994 | 2002 | 2021 |

- 2002-ben 991 lakosa volt, akik közül 984 albán és 7 egyéb.